# Eliza Kargioti
Eliza Kargioti (griechisch Ελίζα Καργιώτη, * 20. Juni 1986 in Athen) ist eine ehemalige griechische Squashspielerin.

## Karriere
Eliza Kargioti spielte von 2008 bis 2017 vereinzelt auf der PSA World Tour. Ihre höchste Platzierung in der Weltrangliste erreichte sie mit Rang 94 im Juli 2016. Mit der griechischen Nationalmannschaft nahm sie mehrfach an Europameisterschaften teil. Im Einzel stand sie 2008 und 2009 im Hauptfeld der Europameisterschaft und schied jeweils in der ersten Runde aus. Zwischen 2007 und 2022 wurde sie zwölfmal griechische Meisterin und ist damit auch Rekordhalterin. 

## Erfolge
- Griechischer Meister: 12 Titel (2007–2010, 2013, 2015–2019, 2021, 2022)